# Rubensstraße 5 (München)

Haus Rubensstraße 5 in Obermenzing

Das Wohnhaus Rubensstraße 5 im Stadtteil Obermenzing der bayerischen Landeshauptstadt München wurde um 1900 errichtet. Die Villa an der Rubensstraße, die zur Villenkolonie Pasing II gehört, ist ein geschütztes Baudenkmal.
Der traufseitige Krüppelwalmdachbau mit mittlerem Treppenhausrisalit wurde 1954 um einen straßenseitigen erdgeschossigen Anbau erweitert. Die Fassade wurde geglättet und es fehlen heute die Fensterläden des Obergeschosses.